# 阿爾索斯峰
77°48′37″S 86°42′50″W / 77.81028°S 86.71389°W

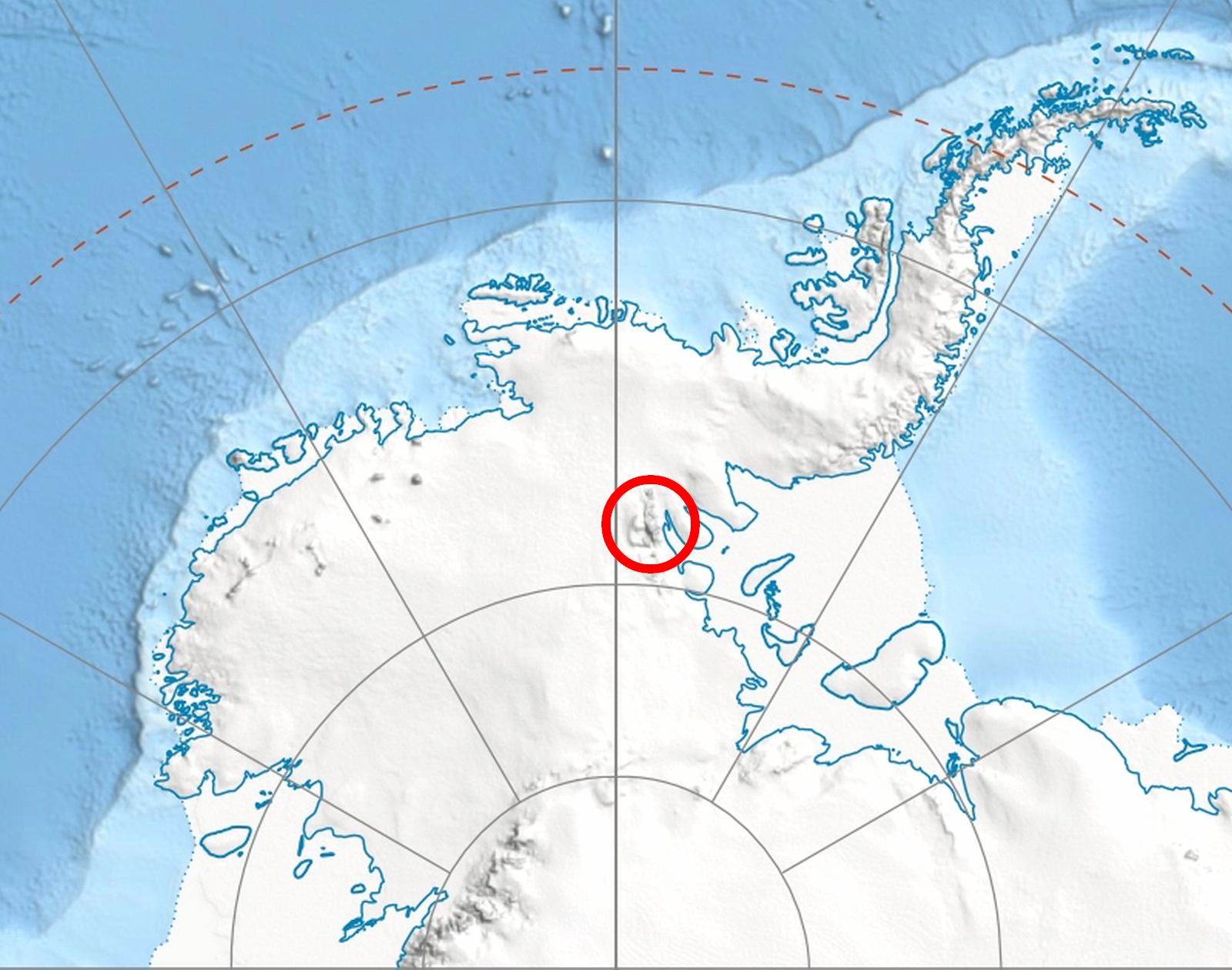

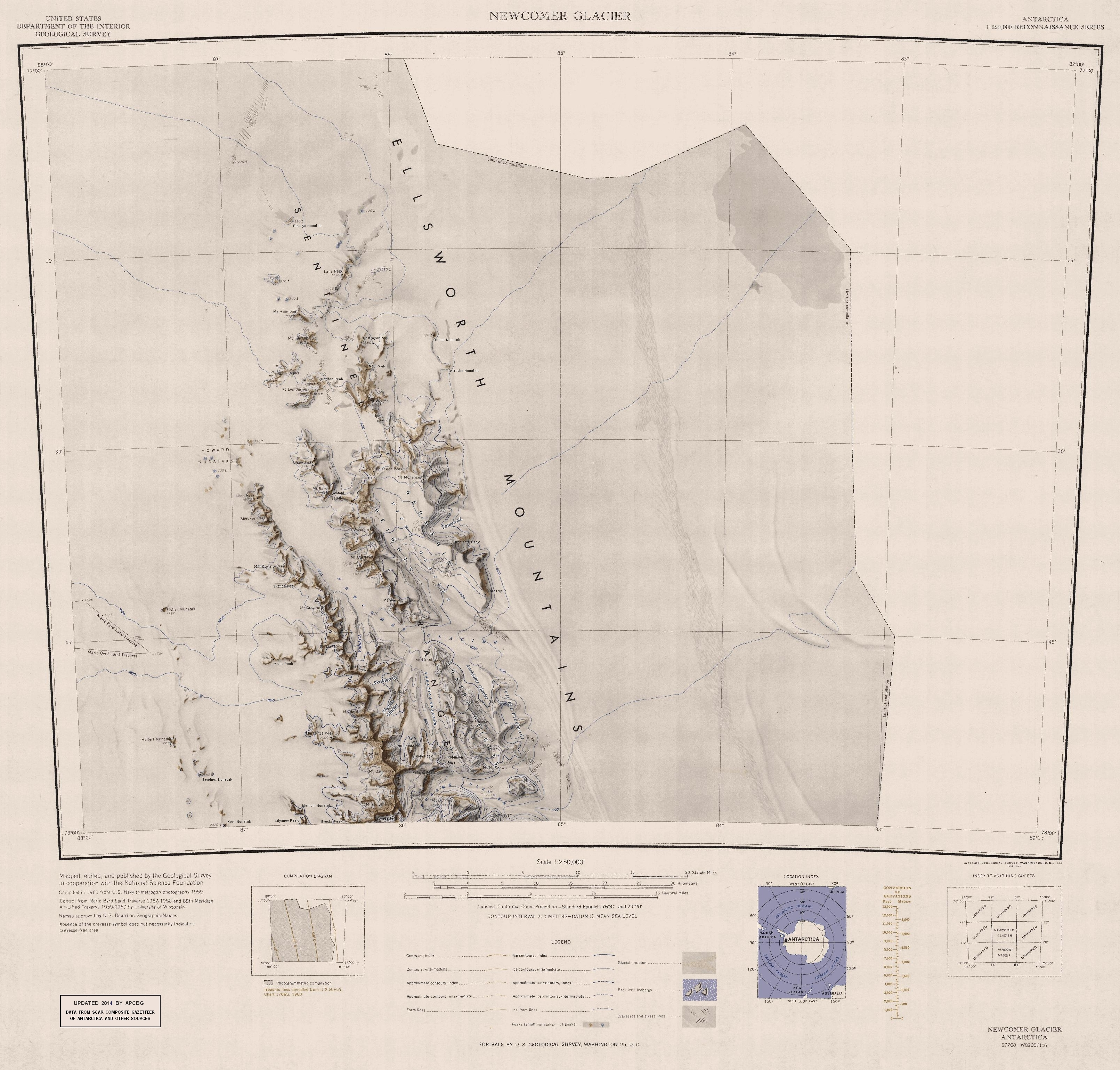

阿爾索斯峰（英語：Arzos Peak）是南極洲的山峰，座標77°48′37″S 86°42′50″W，位於埃爾斯沃思地，處於克勞福德山西南面10.4公里、穆爾薩利察峰西北面15公里和費希爾冰原島峰東南面18.65公里，屬於埃爾斯沃思山脈中森蒂納爾嶺的一部分，海拔高度1,970米（6,460英尺），現時由南極條約體系管理。